# Neoarius leptaspis
Neoarius leptaspis (лат.) — вид лучепёрых рыб из семейства ариевых. Впервые вид был описан Питером Блекером в 1862 году, первоначально в составе рода Hexanematichthys. 
Распространён в морских, солоноватых и пресных водах северной Австралии и Новой Гвинеи, максимальная известная глубина обитания — 135 метров. Длина рыбы может достигать 60 см. В рацион входят насекомые, моллюски, креветки, мелкие рыбы и водные растения. Период размножения длится с сентября по январь.